# Magazyn (logistyka)
Magazyn – samodzielna komórka organizacyjno-funkcjonalna w przedsiębiorstwie, realizująca swoje zadania przechowywania. 
Odpowiednio zorganizowana, wyposażona we właściwą dokumentację. Ewidencję zaszłości 
związanych z przyjmowaniem i wydawaniem dóbr, oraz wielkości ich 
stanów. Stanowi podstawowe źródło informacji o wielkości i ruchu fizycznym zapasów. Ma to 
znaczenie dla operatywnego zarządzania nie tylko magazynem, lecz dla gospodarowania 
zapasami. Podstawowym aktem prawnym regulującym zasady dokumentowania obrotu magazynowego 
jest ustawa z 29 września 1994 o rachunkowości. Przyjęcie, 
wydanie i przesunięcie jest dokumentowane jako operacja gospodarcza dowodami księgowymi 
(źródłowymi). Dokumenty magazynowe stanowią grupę dokumentów, których zapisy mają 
bezpośredni wpływ na prowadzenie gospodarki magazynowej i jej 
rozliczanie. Mogą być wystawiane ręcznie przez magazyniera, w sposób półautomatyczny lub 
automatyczny, w zależności od ustalenia odpowiednich parametrów i procedur.

## Dokumenty magazynowe
- PZ – (Przyjęcie towaru z zewnątrz)
- PW – (Przyjęcie towaru wewnętrzne)
- WZ – (Wydanie na zewnątrz)
- MM – (Przesunięcie międzymagazynowe)
- RW – (Rozchód do wewnątrz)
- WP – (Wydanie na produkcję)